# Ici tout commence
 (juillet 2025).
Si vous disposez d'ouvrages ou d'articles de référence ou si vous connaissez des sites web de qualité traitant du thème abordé ici, merci de compléter l'article en donnant les références utiles à sa vérifiabilité et en les liant à la section « Notes et références ».
Production
Diffusion
Chronologie
Demain nous appartient
Ici tout commence (ITC) est un feuilleton télévisé français créé par Coline Assous, Éric Fuhrer et Othman Mahfoud, produit par Telfrance et Mi2, et diffusé depuis le 2 novembre 2020 à 18 h 30 sur TF1.
En France Ici tout commence est disponible depuis le 26 décembre 2024 sur Netflix à partir de la saison 5, épisode 1071.

## Synopsis
L'histoire se déroule dans le prestigieux institut de gastronomie Auguste Armand, en Camargue. L'intrigue tourne autour des élèves de l'institut, ainsi que des professeurs et du personnel, et traite de la compétition rude de l'école, des problèmes, de la vie et des relations de chacun,,.

## Distribution
Sauf indication contraire, les informations mentionnées dans cette section peuvent être confirmées par la base de données cinématographiques IMDb,  présente dans la section « Liens externes ».

### Acteurs principaux

#### Famille Armand-Guéraud Latour Lisetti
- Elsa Lunghini : Clotilde Armand-Guéraud (depuis la saison 1)
- Vanessa Demouy : Rose Latour (depuis la saison 1)
- Janis Abrikh : Joachim Guéraud (depuis la saison 3, récurrent saisons 1 & 2)
- Aaricia Lemaire : Carla Furiani (depuis la saison 4)
- Talina Boyaci : Coline Morel (depuis la saison 5)
- Ginnie Watson : Angèle Lisetti (depuis la saison 5)

#### Famille Myriel
- Frédéric Diefenthal : Antoine Myriel (depuis la saison 1)
- Dembo Camilo : Souleymane Myriel (depuis la saison 2, récurrent saison 1)

#### Famille Teyssier
- Benjamin Baroche : Emmanuel Teyssier (depuis la saison 1)
- Sabine Perraud : Constance Teyssier (depuis la saison 1)
- Bérénice Tannenberg : Bérénice Leblond (depuis la saison 4)

#### Famille Rochemont-Mabsoute
- Catherine Davydzenka : Hortense Rochemont (saisons 1 à 5)
- Marvin Pellegrino : Mehdi Mabsoute (depuis la saison 1)
- Lou Ladegaillerie : Victorine "Vic" Rochemont (saisons 3 à 5)

#### Famille Leroy
- Stéphane Blancafort : Marc Leroy (depuis la saison 3)
- Loan Becmont : Jim Leroy (depuis la saison 4)

#### Famille Lanneau
- Lucien Belvès : Lionel Lanneau (depuis la saison 1)
- Pierre Bénézit : Stéphane Lanneau (depuis la saison 5, invité saisons 2 et 4)
- Maïa Bringue : Zoé Lanneau (depuis la saison 5, invitée saisons 2 et 4)
- Romy Durand : Inès Lanneau (depuis la saison 5, invitée saisons 2 et 4)

#### Personnel de l'institut
- Azize Diabaté : Enzo Lopez / Joseph Diané (depuis la saison 1)
- Julie Sassoust : Anaïs Grimbert (depuis la saison 1)
- Catherine Marchal : Claire Guinot (depuis la saison 1)
- Terence Telle : Gaëtan Rivière (depuis la saison 1)
- Virginie Caliari : Olivia Listrac (depuis la saison 1)
- Alexandra Vandernoot : Annabelle Cardone (depuis la saison 2)
- Hubert Roulleau : Stanislas du Chesnay (depuis la saison 4)
- Noémie Zeitoun : Alice Wiesberg (depuis la saison 4)

#### Promotion 2021-2024
- Zoï Sévérin : Jasmine Kasmi (depuis la saison 2)
- Tom Darmon : Tom Azem (depuis la saison 2)

#### Promotion 2022-2025
- Benjamin Douba-Paris : Solal Fayet (depuis la saison 2, récurrent saison 1)
- Margaux Aguilar : Billie Coudert (depuis la saison 3)

#### Promotion 2023-2026
- Thomas Vilan : Léonard Sebbah (depuis la saison 4, récurrent saison 3)
- Alexandra Favalli : Maya Dubois (depuis la saison 4, récurrente saison 3)
- Oscar Al Hafiane : Malik Benaïssa (depuis la saison 4)
- Laurence Facelina : Pénélope Becker (depuis la saison 4)

#### Promotion 2024-2027
- Louis Bouquet : Matteo Vignon (depuis la saison 4)
- Elyorissa Makanga : Thelma Ortega (depuis la saison 4)
- Gabriel Réhsé : Milan Hemery (depuis la saison 5)
- Mehdi Oumerabet : Sabri Fahim (depuis la saison 5)
- Maxym Anciaux : Gaspard Delange (depuis la saison 5)
- Louis Ould-Yaou : Gary Abélian (depuis la saison 5)

#### Étudiants du Master
- Galaad Quenouillère : Jude Bergeret (depuis la saison 3)
- Tristan Bowles : Quentin Dubois (depuis la saison 5, invité saison 4)
- Loryn Nounay : Emi Saneka (depuis la saison 5)

#### Autres personnages
- Laurent Collombert : Capitaine Brassac (depuis la saison 1)

### Anciens acteurs principaux

#### Famille Armand-Devaut
- Francis Huster : Auguste Armand (saison 1, récurrent saison 3)
- Bruno Putzulu : Guillaume Devaut (saisons 1 et 2)
- Pierre Hurel : Jérémy Devaut (saison 1, récurrent saisons 2 à 4)

#### Famille Teyssier
- Khaled Alouach : Théo Teyssier (saisons 1 à 3)
- Pola Petrenko (en) : Charlène Teyssier (saisons 1 à 4)
- Thomas Da Costa : Axel Teyssier (saisons 2 & 3)
- François-Dominique Blin : Philippe Teyssier (saisons 2 & 3)
- Sandra Valentin : Lola Teyssier (saisons 2 et 3)

#### Personnel de l'institut
- Lucia Passaniti : Noémie Matret (saison 1, récurrente saisons 2 et 3)
- Agustin Galiana : Lisandro Iñesta (saisons 1 à 3, récurrent saison 4)
- Fabian Wolfrom : Louis Guinot (saisons 1 à 3)
- Julien Alluguette : Zacharie Landiras (saisons 2 à 4)
- Ifig Brouard : Thomas Lacroix (saison 3, récurrent saison 4)
- Tom Novembre : Hippolyte Du Chesnay (saisons 4 & 5)

#### Famille Rivière
- Alizée Bochet : Ludivine Rivière (saison 1, invité saison 2)
- Sidney Cadot-Sambosi : Louane Rivière (saison 1)
- Alika Del Sol : Caroline Rivière (saison 1)

#### Famille Delobel
- Mikaël Mittelstadt : Greg Delobel (saisons 1 à 3, invité saison 5)
- Joseph Malerba : Benoit Delobel (saisons 1 à 5)
- Christelle Reboul : Delphine Delobel (saisons 1 à 3)

#### Famille Gaissac
- Rebecca Benhamour : Célia Gaissac (saisons 1 et 2)
- Arsène Jiroyan : Diego Gaissac (saisons 1 et 2)
- Flavio Parenti : Vincent Gaissac (saisons 1 et 2)

#### Famille Rochemont-Mabsoute
- Evelyne El Garby-Klaï : Lina Mabsoute (saisons 1 à 3)
- Pierre Azéma : Daniel Rochemont (saisons 2 et 3, invité saisons 1 et 4)
- Sophie Duez :  Eugénie Rochemont (saisons 3 et 4)

#### Famille Rigaut
- Florence Coste : Laëtitia Rigaut (saisons 1 à 5)
- Axelle Dodier : Kelly Rigaut (saisons 1 à 5)

#### Élèves de l'institut
- Clément Rémiens : Maxime Delcourt (saisons 1 & 2)
- Aurélie Pons : Salomé Dekens (saisons 1 à 4)
- Sarah-Cheyenne Santoni : Elodie Larroudé (saison 1, récurrente saisons 2 & 3)
- Nicolas Anselmo : Eliott Prevost (saisons 1 à 3, invité saison 5)
- Sarah Fitri : Marta Guéraud (saisons 1 & 2, récurrente saison 3)
- Claire Romain : Ambre Martin (saisons 2 à 4, récurrente saison 1)
- Kathy Packianathan : Deva Syed (saisons 2 à 4)
- Liam Hellmann : David Gauthier (saisons 3 & 4)
- Emma Boulanouar : Samia Naji (saison 3)
- Rik Kleve : Ethan Cardone (saisons 3 & 4)
- Corentin Pellis : Livio Rossi (saisons 3 & 4)
- Félix Pacaut : Thibault Leroy (saisons 3 à 5)
- Bastien Savarino : Yann Pelletier / Damien Pellois (saison 4)

#### Autres personnages
- Noa Da Silva : Esteban Iñesta (récurrent saisons 1 à 4)
- Michel Sarran : lui-même (saison 2)
- Laurence Yayel : Cécile Meyer (saisons 3 & 4)
- Fabien Caleyre : Nicolas Ferigno (saison 3)
- Mark Grosy : Edouard Fayet (saisons 3 & 4)
- Victoria Monfort : Carole Lenglart (saisons 3 & 4)
- Antoine Rateau : Nolan Marquet (saison 4)

### Acteurs deDemain nous appartient
- Ingrid Chauvin : Chloé Delcourt
- Alexandre Brasseur : Alex Bertrand
- Hector Langevin : Bart Vallorta
- Elisa Sergent : Valérie Myriel
- Luce Mouchel : Marianne Delcourt
- Mathieu Alexandre : Tristan Girard
- Alice Varela : Judith Delcourt-Bertrand

## Production

### Développement
Ce feuilleton est une série dérivée de Demain nous appartient, bien qu'il ait sa propre identité : un lien existe entre ces deux feuilletons à raison de la présence de Frédéric Diefenthal, de Vanessa Demouy, de Clément Rémiens et Ingrid Chauvin qui reprennent leurs rôles de Demain nous appartient tout en continuant ce dernier.
Ce projet a failli être annulé, pour cause de crise économique, mais le directeur des programmes de TF1, Ara Aprikian, indique que cette nouvelle saga est un symbole du « post-Covid » en annonçant : « Ce nouveau feuilleton quotidien est notre manière à nous d’envoyer un message d’encouragement et d’optimisme à toute la filière de la création, aux acteurs institutionnels ainsi qu’aux téléspectateurs ». Initialement prévu pour une diffusion au mois de janvier 2021, TF1 annonce une programmation à l'automne 2020. Le coût de la production est normalement inférieur à celui de Demain nous appartient,.
Sa programmation se trouvera dans la case du 18-19 heures à 18 h 30 plus précisément, après Familles nombreuses : La vie en XXL et avant Demain nous appartient. Elle a pour but de renforcer l'avant-soirée de TF1, en remplacement des émissions de Bienvenue chez nous et ses déclinaisons dont les diffusions sont arrêtées, faute d'audience,.

### Attribution des rôles
Le casting principal de la série est révélé le 15 juillet 2020. Certains comédiens de Demain nous appartient reprendront leurs rôles dans cette nouvelle série : Clément Rémiens (Maxime Delcourt), Vanessa Demouy (Rose Latour) et Frédéric Diefenthal (Antoine Myriel). De nouveaux acteurs, dont certains sont bien connus du public, seront également à l'affiche : Elsa Lunghini, Catherine Marchal (Léo Mattei, 36, quai des Orfèvres...), Agustin Galiana (Clem), Azize Diabaté (Les Bracelets Rouges), Julie Sassoust (Plus belle la vie), Bruno Putzulu (H24), ainsi que Benjamin Baroche (Profilage, Une chance de trop, Candice Renoir), Aurélie Pons, Lucia Passaniti, Nicolas Anselmo, Terence Telle (Danse avec les stars 9), Sarah-Cheyenne (Tandem, Pour Sarah…), Fabian Wolfrom et Francis Huster.

### Tournage
Le tournage a lieu à Saint-Laurent d'Aigouze, en Camargue Gardoise (région Occitanie) dans le sud de la France, à partir du 24 juillet 2020. Environ 150 personnes sont mobilisées avec une trentaine d'acteurs. Le château de Calvières, à Saint-Laurent d'Aigouze dans le Gard, est retenu comme décor pour l'école de gastronomie, au cœur de l'intrigue.

### Fiche technique
- Titre original : Ici tout commence
- Création : Coline Assous, Éric Fuhrer et Othman Mahfoud
- Réalisation : Christophe Barraud et Sébastien Perroy
- Scénario : Coline Assous, Chloé Glachant, Othman Mahfoud et Éric Führer
- Direction artistique : Benjamin Minet et Yannick Grassi
- Direction de la photographie : Stéphan Sanson et Rod Séraphine
- Décors : Marc Thiebault
- Montage : Corine Cahour, Guillaume Leblond, Michaël Landi et Martial Salomon
- Costumes : Florence Sadaune
- Casting : Peggy Pasquerault et Agnès Alberny
- Musique : Matthieu Gonet, Émilie Gassin et Ben Violet
- Production : Sarah Farahmand et Vincent Meslet
- Sociétés de production : Mi2, ITC Prod, en coproduction avec TF1 Production
- Sociétés de distribution : TF1 Distribution (France), RTBF (Belgique)
- Budget : 40 millions d'euros pour une saison[13]
- Pays d'origine :  France
- Langue originale : français
- Format : couleur - 16:9 / 1080i (image) - stéréo (audio)
- Genre : drame, culinaire, soap opera
- Durée : 26 minutes
- Classification : Tout public

### Diffusions internationales
Depuis son lancement le 2 novembre 2020 sur TF1, Ici tout commence s’est exporté en Belgique, en Suisse, en Espagne et au Canada.
Il est diffusé quotidiennement du lundi au vendredi depuis le 2 novembre 2020 en France sur TF1 à 18 h 30 puis rediffusé dans la matinée du lendemain à 9 h 55.
En Belgique, il est diffusé depuis le 1er novembre 2020 sur La Une à 17 h 45 et sur Tipik à 18 h 25[source insuffisante]. À La Réunion, la série est diffusée depuis le 25 janvier 2021 sur Antenne Réunion, à raison de deux épisodes par jour du lundi au vendredi.
En Suisse, la série est diffusée sur RTS Un, du lundi au vendredi a 17 h 50[source insuffisante].
| Pays       | Titre               | Chaîne              | Début             | Fin      | Statut        |
| ---------- | ------------------- | ------------------- | ----------------- | -------- | ------------- |
| France     | Ici tout commence   | TF1                 | 2 novembre 2020   | en cours | En cours      |
| Belgique   | Ici tout commence   | La Une              | 1er novembre 2020 | en cours | En cours      |
| Belgique   | Ici tout commence   | Tipik               | 1er novembre 2020 | en cours | En cours      |
| Suisse     | Ici tout commence   | RTS Un              | 1er novembre 2020 | en cours | En cours      |
| Espagne    | Chefs De Élite      | Divinity            | 16 août 2021      | en cours | En cours      |
| Canada     | Ici tout commence   | TV5 Canada          | 6 septembre 2021  | en cours | En cours      |
| États-Unis | Where It All Begins | France Channel (en) | 21 septembre 2023 | en cours | En suspension |

## Épisodes

### Diffusion
- Une première saison composée de 215 épisodes est diffusée pour la première fois à partir du 2 novembre 2020 puis s'est achevée à l'épisode 215 le 27 août 2021[17].
- Une deuxième saison composée de 260 épisodes a débuté à partir de l'épisode 216 le 30 août 2021 puis s'est achevée à l'épisode 475 le 29 août 2022.
- Une troisième saison composée de 262 épisodes a débuté à partir de l'épisode 476 le 29 août 2022[18] puis s’est achevée à l'épisode 738 le 25 août 2023.
- Une quatrième saison composée de 253 épisodes a débuté à partir de l'épisode 739 le 28 août 2023 puis s'est achevée à l'épisode 992 le 30 août 2024[réf. nécessaire].
- Une cinquième saison débute à partir de l'épisode 993 le 2 septembre 2024[réf. nécessaire].

## Univers de la série
L'univers d'Ici tout commence est le même que celui de Demain nous appartient, les deux séries sont étroitement liées par le biais de personnages communs.

### Générique d'ouverture
La chanson utilisée est Jusqu'ici tout va bien, interprétée et composée par Gims, écrite par Vitaa et Gims.
Les acteurs les plus connus et importants apparaissent au générique. La première version (épisodes 1 à 50), diffusée du 2 novembre 2020 au 8 janvier 2021. La deuxième version (épisode 51 à 160) a été diffusée du 11 janvier 2021 au 11 juin 2021, seul Francis Huster disparaît du générique, après le décès de son personnage. La troisième version (à partir de l'épisode 161) est diffusée depuis le 14 juin 2021,.

## Accueil

### Audiences
Le record de part de marché du programme[pertinence contestée] date du 20 juillet 2021, il s'établit à 25,9 %.

#### Saison 1 (2020-2021)
Le premier jour, le 2 novembre 2020, la diffusion sur TF1 a été suivie par 3 750 000 téléspectateurs, représentant 19,7 % de la part de marché.
Le record d’audience de cette saison date du 11 novembre 2020, il s'établit à 3 950 000 téléspectateurs avec 18,6 % de part de marché.
Le record de part de marché de cette saison date du 20 juillet 2021, il s'établit à 25,9 %, soit 3 150 000 téléspectateurs.
| Liste des épisodes et d'audiences d’Ici tout commence - Saison 1 | Liste des épisodes et d'audiences d’Ici tout commence - Saison 1 | Liste des épisodes et d'audiences d’Ici tout commence - Saison 1 | Liste des épisodes et d'audiences d’Ici tout commence - Saison 1 | Liste des épisodes et d'audiences d’Ici tout commence - Saison 1 | Liste des épisodes et d'audiences d’Ici tout commence - Saison 1 | Liste des épisodes et d'audiences d’Ici tout commence - Saison 1 | Liste des épisodes et d'audiences d’Ici tout commence - Saison 1 | Liste des épisodes et d'audiences d’Ici tout commence - Saison 1 |
| Semaine                                                          | Horaire                                                          | Épisode                                                          | Jour de diffusion                                                | Téléspectateurs                                                  | PDA                                                              | Intrigues                                                        | Références                                                       | Classement                                                       |
| ---------------------------------------------------------------- | ---------------------------------------------------------------- | ---------------------------------------------------------------- | ---------------------------------------------------------------- | ---------------------------------------------------------------- | ---------------------------------------------------------------- | ---------------------------------------------------------------- | ---------------------------------------------------------------- | ---------------------------------------------------------------- |
| 1                                                                | 18 h 30                                                          | 1                                                                | 2 novembre 2020                                                  | 3 750 000                                                        | 19,7 %                                                           | Le Corbeau                                                       | [ a 2 ]                                                          | 1er                                                              |
| 1                                                                | 18 h 30                                                          | 2                                                                | 3 novembre 2020                                                  | 3 550 000                                                        | 18,3 %                                                           | Le Corbeau                                                       | [ a 3 ]                                                          | 1er                                                              |
| 1                                                                | 18 h 30                                                          | 3                                                                | 4 novembre 2020                                                  | 3 660 000                                                        | 18,5 %                                                           | Le Corbeau                                                       | [ a 4 ]                                                          | 1er                                                              |
| 1                                                                | 18 h 30                                                          | 4                                                                | 5 novembre 2020                                                  | 3 550 000                                                        | 18,1 %                                                           | Le Corbeau                                                       | [ a 5 ]                                                          | 1er                                                              |
| 1                                                                | 18 h 30                                                          | 5                                                                | 6 novembre 2020                                                  | 3 600 000                                                        | NC                                                               | Le Corbeau                                                       |                                                                  | 1er                                                              |
| 1                                                                | 18 h 30                                                          | Moyenne                                                          | Moyenne                                                          | 3 630 000                                                        | 18,7 %                                                           | Le Corbeau                                                       | [ a 6 ]                                                          | 1er                                                              |
| 2                                                                | 18 h 30                                                          | 6                                                                | 9 novembre 2020                                                  | 3 350 000                                                        | 17,1 %                                                           | Le Corbeau                                                       | [ a 7 ]                                                          | 1er                                                              |
| 2                                                                | 18 h 30                                                          | 7                                                                | 10 novembre 2020                                                 | 3 430 000                                                        | 18,3 %                                                           | Le Corbeau                                                       |                                                                  | 1er                                                              |
| 2                                                                | 18 h 30                                                          | 8                                                                | 11 novembre 2020                                                 | 3 950 000                                                        | 18,6 %                                                           | Le Corbeau                                                       | [ a 8 ]                                                          | 1er                                                              |
| 2                                                                | 18 h 5                                                           | 9                                                                | 13 novembre 2020                                                 | 2 980 000                                                        | 18,7 %                                                           | Le Corbeau                                                       | [ a 9 ]                                                          | 1er                                                              |
| 2                                                                | 18 h 30                                                          | 10                                                               | 13 novembre 2020                                                 | 3 440 000                                                        | 18,2 %                                                           | Le Corbeau                                                       | [ a 9 ]                                                          | 1er                                                              |
| 2                                                                | 18 h 30                                                          | Moyenne                                                          | Moyenne                                                          | 3 430 000                                                        | 18,2 %                                                           | Le Corbeau                                                       | [ a 9 ]                                                          | 1er                                                              |
| 3                                                                | 18 h 35                                                          | 11                                                               | 16 novembre 2020                                                 | 3 540 000                                                        | 18,2 %                                                           | Le Corbeau                                                       | [ a 10 ]                                                         | 1er                                                              |
| 3                                                                | 18 h 35                                                          | 12                                                               | 17 novembre 2020                                                 | 3 510 000                                                        | 18,6 %                                                           | Le Corbeau                                                       |                                                                  | 1er                                                              |
| 3                                                                | 18 h 35                                                          | 13                                                               | 18 novembre 2020                                                 | 3 780 000                                                        | 19,8 %                                                           | Le Corbeau                                                       | [ a 11 ]                                                         | 1er                                                              |
| 3                                                                | 18 h 35                                                          | 14                                                               | 19 novembre 2020                                                 | 3 520 000                                                        | 18,5 %                                                           | Le Corbeau                                                       |                                                                  | 1er                                                              |
| 3                                                                | 18 h 35                                                          | 15                                                               | 20 novembre 2020                                                 | 3 700 000                                                        | 19,3 %                                                           | Le Corbeau                                                       | [ a 12 ]                                                         | 1er                                                              |
| 3                                                                | 18 h 35                                                          | Moyenne                                                          | Moyenne                                                          | 3 610 000                                                        | 18,9 %                                                           | Le Corbeau                                                       |                                                                  | 1er                                                              |
| 4                                                                | 18 h 35                                                          | 16                                                               | 23 novembre 2020                                                 | 3 840 000                                                        | 19,4 %                                                           | Le Corbeau                                                       |                                                                  | 1er                                                              |
| 4                                                                | 18 h 35                                                          | 17                                                               | 24 novembre 2020                                                 | 3 730 000                                                        | 19,1 %                                                           | Le Corbeau                                                       |                                                                  | 1er                                                              |
| 4                                                                | 18 h 35                                                          | 18                                                               | 25 novembre 2020                                                 | 3 810 000                                                        | 19,6 %                                                           | Le Corbeau                                                       | [ a 13 ]                                                         | 1er                                                              |
| 4                                                                | 18 h 35                                                          | 19                                                               | 26 novembre 2020                                                 | 3 660 000                                                        | 19,7 %                                                           | Amour interdit                                                   |                                                                  | 1er                                                              |
| 4                                                                | 18 h 35                                                          | 20                                                               | 27 novembre 2020                                                 | 3 600 000                                                        | NC                                                               | Amour interdit                                                   |                                                                  | 1er                                                              |
| 4                                                                | 18 h 35                                                          | Moyenne                                                          |                                                                  |                                                                  |                                                                  | Amour interdit                                                   |                                                                  | 1er                                                              |
| 5                                                                | 18 h 35                                                          | 21                                                               | 30 novembre 2020                                                 | 3 840 000                                                        | 19,9 %                                                           | Amour interdit                                                   |                                                                  | 1er                                                              |
| 5                                                                | 18 h 35                                                          | 22                                                               | 1er décembre 2020                                                | 3 800 000                                                        | 21,6 %                                                           | Amour interdit                                                   |                                                                  | 1er                                                              |
| 5                                                                | 18 h 35                                                          | 23                                                               | 2 décembre 2020                                                  | 3 740 000                                                        | 19,9 %                                                           | Amour interdit                                                   | [ a 14 ]                                                         | 1er                                                              |
| 5                                                                | 18 h 35                                                          | 24                                                               | 3 décembre 2020                                                  | 3 750 000                                                        | 20,1 %                                                           | Amour interdit                                                   |                                                                  | 1er                                                              |
| 5                                                                | 18 h 35                                                          | 25                                                               | 4 décembre 2020                                                  | 3 720 000                                                        | 20,7 %                                                           | Amour interdit                                                   |                                                                  | 1er                                                              |
| 5                                                                | 18 h 35                                                          | Moyenne                                                          | Moyenne                                                          | 3 770 000                                                        | 20,4 %                                                           | Amour interdit                                                   |                                                                  | 1er                                                              |
| 6                                                                | 18 h 30                                                          | 26                                                               | 7 décembre 2020                                                  | 3 500 000                                                        | NC                                                               | Amour interdit                                                   |                                                                  | 1er                                                              |
| 6                                                                | 18 h 30                                                          | 27                                                               | 8 décembre 2020                                                  | 3 490 000                                                        | NC                                                               | Amour interdit                                                   | [ a 15 ]                                                         | 1er                                                              |
| 6                                                                | 18 h 30                                                          | 28                                                               | 9 décembre 2020                                                  | 3 630 000                                                        | 19,6 %                                                           | Amour interdit                                                   | [ a 16 ]                                                         | 1er                                                              |
| 6                                                                | 18 h 5                                                           | 29                                                               | 11 décembre 2020                                                 | NC                                                               | NC                                                               | Amour interdit                                                   | NC                                                               | 1er                                                              |
| 6                                                                | 18 h 30                                                          | 30                                                               | 11 décembre 2020                                                 | NC                                                               | NC                                                               | Amour interdit                                                   | NC                                                               | 1er                                                              |
| 6                                                                | 18 h 30                                                          | Moyenne                                                          |                                                                  | NC                                                               | NC                                                               | Amour interdit                                                   | NC                                                               | 1er                                                              |
| 7                                                                | 18 h 30                                                          | 31                                                               | 14 décembre 2020                                                 | 3 600 000                                                        | NC                                                               | Amour interdit                                                   |                                                                  | 1er                                                              |
| 7                                                                | 18 h 30                                                          | 32                                                               | 15 décembre 2020                                                 | 3 500 000                                                        | NC                                                               | Amour interdit                                                   |                                                                  | 1er                                                              |
| 7                                                                | 18 h 30                                                          | 33                                                               | 16 décembre 2020                                                 | 3 400 000                                                        | NC                                                               | Amour interdit                                                   |                                                                  | 1er                                                              |
| 7                                                                | 18 h 30                                                          | 34                                                               | 17 décembre 2020                                                 | 3 200 000                                                        | NC                                                               | Amour interdit                                                   |                                                                  | 1er                                                              |
| 7                                                                | 18 h 30                                                          | 35                                                               | 18 décembre 2020                                                 | NC                                                               | NC                                                               | Héritage                                                         | NC                                                               | 1er                                                              |
| 7                                                                | 18 h 30                                                          | Moyenne                                                          |                                                                  | NC                                                               | NC                                                               | Héritage                                                         | NC                                                               | 1er                                                              |
| 8                                                                | 18 h 30                                                          | 36                                                               | 21 décembre 2020                                                 | 3 320 000                                                        | 18,5 %                                                           | Héritage                                                         | [ a 17 ]                                                         | 1er                                                              |
| 8                                                                | 18 h 30                                                          | 37                                                               | 22 décembre 2020                                                 | 3 400 000                                                        | NC                                                               | Héritage                                                         |                                                                  | 1er                                                              |
| 8                                                                | 18 h 30                                                          | 38                                                               | 23 décembre 2020                                                 | 3 340 000                                                        | 19,4 %                                                           | Héritage                                                         | [ a 18 ]                                                         | 1er                                                              |
| 8                                                                | 18 h 30                                                          | 39                                                               | 24 décembre 2020                                                 | 2 790 000                                                        | 19,5 %                                                           | Héritage                                                         | [ a 19 ]                                                         | 1er                                                              |
| 8                                                                | 18 h 30                                                          | 40                                                               | 25 décembre 2020                                                 | 2 900 000                                                        | NC                                                               | Héritage                                                         |                                                                  | 1er                                                              |
| 8                                                                | 18 h 30                                                          | Moyenne                                                          | Moyenne                                                          | 3 160 000                                                        | 19 %                                                             | Héritage                                                         | [ a 20 ]                                                         | 1er                                                              |
| 9                                                                | 18 h 30                                                          | 41                                                               | 28 décembre 2020                                                 | 3 720 000                                                        | 19,6 %                                                           | Héritage                                                         | [ a 21 ]                                                         | 1er                                                              |
| 9                                                                | 18 h 30                                                          | 42                                                               | 29 décembre 2020                                                 | 3 300 000                                                        | NC                                                               | Héritage                                                         |                                                                  | 1er                                                              |
| 9                                                                | 18 h 30                                                          | 43                                                               | 30 décembre 2020                                                 | 3 200 000                                                        | 18,8 %                                                           | Héritage                                                         | [ a 22 ]                                                         | 1er                                                              |
| 9                                                                | 18 h 30                                                          | 44                                                               | 31 décembre 2020                                                 | 3 200 000                                                        | NC                                                               | Héritage                                                         |                                                                  | 1er                                                              |
| 9                                                                | 18 h 30                                                          | 45                                                               | 1er janvier 2021                                                 | 3 200 000                                                        | NC                                                               | Héritage                                                         |                                                                  | 1er                                                              |
| 9                                                                | 18 h 30                                                          | Moyenne                                                          | Moyenne                                                          | 3 324 000                                                        | 19,2 %                                                           | Héritage                                                         |                                                                  | 1er                                                              |
| 10                                                               | 18 h 30                                                          | 46                                                               | 4 janvier 2021                                                   | 3 410 000                                                        | 18,5 %                                                           | Héritage                                                         | [ a 23 ]                                                         | 1er                                                              |
| 10                                                               | 18 h 30                                                          | 47                                                               | 5 janvier 2021                                                   | 3 300 000                                                        | 18,6 %                                                           | Héritage                                                         | [ a 24 ]                                                         | 1er                                                              |
| 10                                                               | 18 h 30                                                          | 48                                                               | 6 janvier 2021                                                   | 3 440 000                                                        | 19,5 %                                                           | Héritage                                                         | [ a 25 ]                                                         | 1er                                                              |
| 10                                                               | 18 h                                                             | 49                                                               | 8 janvier 2021                                                   | NC                                                               | NC                                                               | Héritage                                                         | NC                                                               | 1er                                                              |
| 10                                                               | 18 h 30                                                          | 50                                                               | 8 janvier 2021                                                   | NC                                                               | NC                                                               | Héritage                                                         | NC                                                               | 1er                                                              |
| 10                                                               | 18 h 30                                                          | Moyenne                                                          | Moyenne                                                          | 3 383 333                                                        | 18,9 %                                                           | Héritage                                                         |                                                                  | 1er                                                              |
| 11                                                               | 18 h 30                                                          | 51                                                               | 11 janvier 2021                                                  | 3 300 000                                                        | NC                                                               | La Dérive de Louis                                               |                                                                  | 1er                                                              |
| 11                                                               | 18 h 30                                                          | 52                                                               | 12 janvier 2021                                                  | 3 300 000                                                        | NC                                                               | La Dérive de Louis                                               |                                                                  | 1er                                                              |
| 11                                                               | 18 h 30                                                          | 53                                                               | 13 janvier 2021                                                  | 3 200 000                                                        | NC                                                               | La Dérive de Louis                                               |                                                                  | 1er                                                              |
| 11                                                               | 17 h 50                                                          | 54                                                               | 15 janvier 2021                                                  | 3 400 000                                                        | NC                                                               | La Dérive de Louis                                               |                                                                  | 1er                                                              |
| 11                                                               | 18 h 30                                                          | 55                                                               | 15 janvier 2021                                                  | NC                                                               | NC                                                               | La Dérive de Louis                                               | NC                                                               | 1er                                                              |
| 11                                                               | 18 h 30                                                          | Moyenne                                                          | Moyenne                                                          | 3 250 000                                                        | 19,2 %                                                           | La Dérive de Louis                                               | [ a 26 ]                                                         | 1er                                                              |
| 12                                                               | 18 h 30                                                          | 56                                                               | 18 janvier 2021                                                  | 3 570 000                                                        | 18,6 %                                                           | La Dérive de Louis                                               | [ a 27 ]                                                         | 1er                                                              |
| 12                                                               | 18 h 30                                                          | 57                                                               | 19 janvier 2021                                                  | 3 500 000                                                        | NC                                                               | La Dérive de Louis                                               |                                                                  | 1er                                                              |
| 12                                                               | 18 h 30                                                          | 58                                                               | 20 janvier 2021                                                  | 3 840 000                                                        | 19 %                                                             | La Dérive de Louis                                               |                                                                  | 1er                                                              |
| 12                                                               | 18 h 30                                                          | 59                                                               | 21 janvier 2021                                                  | 3 700 000                                                        | 20 %                                                             | La Dérive de Louis                                               | [ a 28 ]                                                         | 1er                                                              |
| 12                                                               | 18 h 30                                                          | 60                                                               | 22 janvier 2021                                                  | 3 590 000                                                        | 19,2 %                                                           | La Dérive de Louis                                               | [ a 28 ]                                                         | 1er                                                              |
| 12                                                               | 18 h 30                                                          | Moyenne                                                          | Moyenne                                                          | 3 650 000                                                        | 19,2 %                                                           | La Dérive de Louis                                               | [ a 28 ]                                                         | 1er                                                              |
| 13                                                               | 18 h 30                                                          | 61                                                               | 25 janvier 2021                                                  | 3 900 000                                                        | NC                                                               | La Dérive de Louis                                               |                                                                  | 1er                                                              |
| 13                                                               | 18 h 30                                                          | 62                                                               | 26 janvier 2021                                                  | 3 700 000                                                        | NC                                                               | La Dérive de Louis                                               |                                                                  | 1er                                                              |
| 13                                                               | 18 h 30                                                          | 63                                                               | 27 janvier 2021                                                  | 3 700 000                                                        | NC                                                               | La Dérive de Louis                                               |                                                                  | 1er                                                              |
| 13                                                               | 18 h 30                                                          | 64                                                               | 28 janvier 2021                                                  | 3 480 000                                                        | 18,5 %                                                           | La Dérive de Louis                                               | [ a 29 ]                                                         | 1er                                                              |
| 13                                                               | 18 h 30                                                          | 65                                                               | 29 janvier 2021                                                  | 3 600 000                                                        |                                                                  | La Dérive de Louis                                               |                                                                  | 1er                                                              |
| 13                                                               | 18 h 30                                                          | Moyenne                                                          | Moyenne                                                          | 3 725 000                                                        | 18,5 %                                                           | La Dérive de Louis                                               |                                                                  | 1er                                                              |
| 14                                                               | 18 h 30                                                          | 66                                                               | 1er février 2021                                                 | 3 500 000                                                        | NC                                                               | La Dérive de Louis                                               |                                                                  | 1er                                                              |
| 14                                                               | 18 h 30                                                          | 67                                                               | 2 février 2021                                                   | 3 940 000                                                        | 21,5 %                                                           | La Dérive de Louis                                               | [ a 30 ]                                                         | 1er                                                              |
| 14                                                               | 18 h 30                                                          | 68                                                               | 3 février 2021                                                   | 3 740 000                                                        | 20,2 %                                                           | La Dérive de Louis                                               | [ a 31 ]                                                         | 1er                                                              |
| 14                                                               | 18 h 5                                                           | 69                                                               | 5 février 2021                                                   | 3 290 000                                                        | 21,3 %                                                           | La Dérive de Louis                                               | [ a 31 ]                                                         | 1er                                                              |
| 14                                                               | 18 h 30                                                          | 70                                                               | 5 février 2021                                                   | 3 540 000                                                        | 19 %                                                             | La Dérive de Louis                                               | [ a 31 ]                                                         | 1er                                                              |
| 14                                                               | 18 h 30                                                          | Moyenne                                                          | Moyenne                                                          | 3 602 000                                                        | 20,5 %                                                           | La Dérive de Louis                                               |                                                                  | 1er                                                              |
| 15                                                               | 18 h 30                                                          | 71                                                               | 8 février 2021                                                   | 3 700 000                                                        | NC                                                               | Trahison                                                         |                                                                  | 1er                                                              |
| 15                                                               | 18 h 30                                                          | 72                                                               | 9 février 2021                                                   | 3 700 000                                                        | NC                                                               | Trahison                                                         |                                                                  | 1er                                                              |
| 15                                                               | 18 h 30                                                          | 73                                                               | 10 février 2021                                                  | 3 600 000                                                        | NC                                                               | Trahison                                                         |                                                                  | 1er                                                              |
| 15                                                               | 18 h 30                                                          | 74                                                               | 11 février 2021                                                  | 3 500 000                                                        | NC                                                               | Trahison                                                         |                                                                  | 1er                                                              |
| 15                                                               | 18 h 30                                                          | 75                                                               | 12 février 2021                                                  | 3 500 000                                                        | NC                                                               | Trahison                                                         |                                                                  | 1er                                                              |
| 15                                                               | 18 h 30                                                          | Moyenne                                                          | Moyenne                                                          | 3 600 000                                                        | NC                                                               | Trahison                                                         |                                                                  | 1er                                                              |
| 16                                                               | 18 h 30                                                          | 76                                                               | 15 février 2021                                                  | 3 700 000                                                        | NC                                                               | Trahison                                                         |                                                                  | 1er                                                              |
| 16                                                               | 18 h 30                                                          | 77                                                               | 16 février 2021                                                  | 3 500 000                                                        | NC                                                               | Trahison                                                         |                                                                  | 1er                                                              |
| 16                                                               | 18 h 30                                                          | 78                                                               | 17 février 2021                                                  | 3 600 000                                                        | NC                                                               | Trahison                                                         |                                                                  | 1er                                                              |
| 16                                                               | 18 h 30                                                          | 79                                                               | 18 février 2021                                                  | 3 500 000                                                        | NC                                                               | Trahison                                                         |                                                                  | 1er                                                              |
| 16                                                               | 18 h 30                                                          | 80                                                               | 19 février 2021                                                  | 3 500 000                                                        | NC                                                               | Trahison                                                         |                                                                  | 1er                                                              |
| 16                                                               | 18 h 30                                                          | Moyenne                                                          | Moyenne                                                          | 3 560 000                                                        | NC                                                               | Trahison                                                         |                                                                  | 1er                                                              |
| 17                                                               | 18 h 30                                                          | 81                                                               | 22 février 2021                                                  | 3 500 000                                                        | NC                                                               | Trahison                                                         |                                                                  | 1er                                                              |
| 17                                                               | 18 h 30                                                          | 82                                                               | 23 février 2021                                                  | 3 500 000                                                        | NC                                                               | Trahison                                                         |                                                                  | 1er                                                              |
| 17                                                               | 18 h 30                                                          | 83                                                               | 24 février 2021                                                  | 3 500 000                                                        | NC                                                               | Trahison                                                         |                                                                  | 1er                                                              |
| 17                                                               | 18 h 50                                                          | 84                                                               | 25 février 2021                                                  | 3 600 000                                                        | 17,6 %                                                           | Trahison                                                         |                                                                  | 1er                                                              |
| 17                                                               | 18 h 30                                                          | 85                                                               | 26 février 2021                                                  | 3 700 000                                                        | 20,5 %                                                           | Trahison                                                         | [ a 32 ]                                                         | 1er                                                              |
| 17                                                               | 18 h 30                                                          | Moyenne                                                          | Moyenne                                                          | 3 550 000                                                        | 19,2 %                                                           | Trahison                                                         | [ a 32 ]                                                         | 1er                                                              |
| 18                                                               | 18 h 30                                                          | 86                                                               | 1er mars 2021                                                    | 3 300 000                                                        | NC                                                               | Sugar Daddy                                                      |                                                                  | 1er                                                              |
| 18                                                               | 18 h 30                                                          | 87                                                               | 2 mars 2021                                                      | 3 500 000                                                        | NC                                                               | Sugar Daddy                                                      |                                                                  | 1er                                                              |
| 18                                                               | 18 h 30                                                          | 88                                                               | 3 mars 2021                                                      | 3 450 000                                                        | 19,9 %                                                           | Sugar Daddy                                                      |                                                                  | 1er                                                              |
| 18                                                               | 18 h                                                             | 89                                                               | 5 mars 2021                                                      | 3 020 000                                                        | 21,2 %                                                           | Sugar Daddy                                                      | [ a 33 ]                                                         | 1er                                                              |
| 18                                                               | 18 h 30                                                          | 90                                                               | 5 mars 2021                                                      | 3 450 000                                                        | 20,2 %                                                           | Sugar Daddy                                                      | [ a 33 ]                                                         | 1er                                                              |
| 18                                                               | 18 h 30                                                          | Moyenne                                                          | Moyenne                                                          | 3 550 000                                                        | 19,2 %                                                           | Sugar Daddy                                                      |                                                                  | 1er                                                              |
| 19                                                               | 18 h 30                                                          | 91                                                               | 8 mars 2021                                                      | NC                                                               | NC                                                               | Sugar Daddy                                                      | NC                                                               | 1er                                                              |
| 19                                                               | 18 h 30                                                          | 92                                                               | 9 mars 2021                                                      | 3 600 000                                                        | NC                                                               | Sugar Daddy                                                      |                                                                  | 1er                                                              |
| 19                                                               | 18 h 30                                                          | 93                                                               | 10 mars 2021                                                     | 3 620 000                                                        | 20,8 %                                                           | Sugar Daddy                                                      | [ a 34 ]                                                         | 1er                                                              |
| 19                                                               | 18 h 30                                                          | 94                                                               | 11 mars 2021                                                     | 3 400 000                                                        | 19,7 %                                                           | Sugar Daddy                                                      | [ a 35 ]                                                         | 1er                                                              |
| 19                                                               | 18 h 30                                                          | 95                                                               | 12 mars 2021                                                     | 3 600 000                                                        | NC                                                               | Sugar Daddy                                                      |                                                                  | 1er                                                              |
| 19                                                               | 18 h 30                                                          | Moyenne                                                          | Moyenne                                                          | 3 555 000                                                        | 20,3 %                                                           | Sugar Daddy                                                      |                                                                  | 1er                                                              |
| 20                                                               | 18 h 30                                                          | 96                                                               | 15 mars 2021                                                     | 3 600 000                                                        | NC                                                               | Sugar Daddy                                                      |                                                                  | 1er                                                              |
| 20                                                               | 18 h 30                                                          | 97                                                               | 16 mars 2021                                                     | 3 500 000                                                        | NC                                                               | Sugar Daddy                                                      |                                                                  | 1er                                                              |
| 20                                                               | 18 h 30                                                          | 98                                                               | 17 mars 2021                                                     | 3 540 000                                                        | 19,8 %                                                           | Sugar Daddy                                                      | [ a 36 ]                                                         | 1er                                                              |
| 20                                                               | 17 h 55                                                          | 99                                                               | 19 mars 2021                                                     | 3 000 000                                                        | 21,8 %                                                           | Sugar Daddy                                                      | [ 26 ]                                                           | 1er                                                              |
| 20                                                               | 17 h 55                                                          | Moyenne                                                          | Moyenne                                                          | 3 410 000                                                        | 20,8 %                                                           | Sugar Daddy                                                      |                                                                  | 1er                                                              |
| 21                                                               | 17 h 55                                                          | 100                                                              | 22 mars 2021                                                     | 3 000 000                                                        | NC                                                               | Sugar Daddy                                                      |                                                                  | 1er                                                              |
| 21                                                               | 18 h 30                                                          | 101                                                              | 22 mars 2021                                                     | 3 500 000                                                        | NC                                                               | Le secret des Delobel                                            |                                                                  | 1er                                                              |
| 21                                                               | 18 h 30                                                          | 102                                                              | 23 mars 2021                                                     | 3 600 000                                                        | NC                                                               | Le secret des Delobel                                            |                                                                  | 1er                                                              |
| 21                                                               | 18 h 30                                                          | 103                                                              | 24 mars 2021                                                     | 3 540 000                                                        | 21,4 %                                                           | Le secret des Delobel                                            |                                                                  | 1er                                                              |
| 21                                                               | 18 h 30                                                          | 104                                                              | 25 mars 2021                                                     | 3 400 000                                                        | NC                                                               | Le secret des Delobel                                            |                                                                  | 1er                                                              |
| 21                                                               | 18 h 30                                                          | 105                                                              | 26 mars 2021                                                     | 3 400 000                                                        | NC                                                               | Le secret des Delobel                                            |                                                                  | 1er                                                              |
| 21                                                               | 18 h 30                                                          | Moyenne                                                          | Moyenne                                                          | 3 406 667                                                        | 21,4 %                                                           | Le secret des Delobel                                            |                                                                  | 1er                                                              |
| 22                                                               | 18 h 30                                                          | 106                                                              | 29 mars 2021                                                     | 3 520 000                                                        | 22,5 %                                                           | Le secret des Delobel                                            | [ 27 ]                                                           | 1er                                                              |
| 22                                                               | 18 h 30                                                          | 107                                                              | 30 mars 2021                                                     | 3 400 000                                                        | NC                                                               | Le secret des Delobel                                            |                                                                  | 1er                                                              |
| 22                                                               | 18 h 30                                                          | 108                                                              | 31 mars 2021                                                     | NC                                                               | NC                                                               | Le secret des Delobel                                            | NC                                                               | 1er                                                              |
| 22                                                               | 18 h 30                                                          | 109                                                              | 1er avril 2021                                                   | 3 460 000                                                        | 22,5 %                                                           | Le secret des Delobel                                            | [ 28 ]                                                           | 1er                                                              |
| 22                                                               | 18 h 30                                                          | 110                                                              | 2 avril 2021                                                     | 3 400 000                                                        | NC                                                               | Le secret des Delobel                                            |                                                                  | 1er                                                              |
| 22                                                               | 18 h 30                                                          | Moyenne                                                          | Moyenne                                                          | 3 445 000                                                        | 22,5 %                                                           | Le secret des Delobel                                            |                                                                  | 1er                                                              |
| 23                                                               | 18 h 30                                                          | 111                                                              | 5 avril 2021                                                     | NC                                                               | NC                                                               | Le secret des Delobel                                            | NC                                                               | 1er                                                              |
| 23                                                               | 18 h 30                                                          | 112                                                              | 6 avril 2021                                                     | 3 500 000                                                        | NC                                                               | Le secret des Delobel                                            |                                                                  | 1er                                                              |
| 23                                                               | 18 h 30                                                          | 113                                                              | 7 avril 2021                                                     | 3 700 000                                                        | NC                                                               | Le secret des Delobel                                            |                                                                  | 1er                                                              |
| 23                                                               | 18 h 30                                                          | 114                                                              | 8 avril 2021                                                     | 3 300 000                                                        | NC                                                               | Le secret des Delobel                                            |                                                                  | 1er                                                              |
| 23                                                               | 18 h 30                                                          | 115                                                              | 9 avril 2021                                                     | 3 500 000                                                        | NC                                                               | Le secret des Delobel                                            |                                                                  | 1er                                                              |
| 23                                                               | 18 h 30                                                          | Moyenne                                                          | Moyenne                                                          | 3 500 000                                                        | NC                                                               | Le secret des Delobel                                            |                                                                  | 1er                                                              |
| 24                                                               | 18 h 30                                                          | 116                                                              | 12 avril 2021                                                    | 3 600 000                                                        | NC                                                               | Le retour de Louis                                               |                                                                  | 1er                                                              |
| 24                                                               | 18 h 30                                                          | 117                                                              | 13 avril 2021                                                    | 3 100 000                                                        | NC                                                               | Le retour de Louis                                               |                                                                  | 1er                                                              |
| 24                                                               | 18 h 30                                                          | 118                                                              | 14 avril 2021                                                    | 3 280 000                                                        | 20,1 %                                                           | Le retour de Louis                                               | [ a 37 ]                                                         | 1er                                                              |
| 24                                                               | 18 h 30                                                          | 119                                                              | 15 avril 2021                                                    | 3 400 000                                                        | NC                                                               | Le retour de Louis                                               |                                                                  | 1er                                                              |
| 24                                                               | 18 h 30                                                          | 120                                                              | 16 avril 2021                                                    | NC                                                               | NC                                                               | Le retour de Louis                                               | NC                                                               | 1er                                                              |
| 24                                                               | 18 h 30                                                          | Moyenne                                                          | Moyenne                                                          | 3 345 000                                                        | 20,1 %                                                           | Le retour de Louis                                               |                                                                  | 1er                                                              |
| 25                                                               | 18 h 30                                                          | 121                                                              | 19 avril 2021                                                    | 3 400 000                                                        | NC                                                               | Le retour de Louis                                               |                                                                  | 1er                                                              |
| 25                                                               | 18 h 30                                                          | 122                                                              | 20 avril 2021                                                    | 3 200 000                                                        | NC                                                               | Le retour de Louis                                               |                                                                  | 1er                                                              |
| 25                                                               | 18 h 30                                                          | 123                                                              | 21 avril 2021                                                    | 3 400 000                                                        | NC                                                               | Le retour de Louis                                               |                                                                  | 1er                                                              |
| 25                                                               | 18 h                                                             | 124                                                              | 23 avril 2021                                                    | NC                                                               | NC                                                               | Le retour de Louis                                               | NC                                                               | 1er                                                              |
| 25                                                               | 18 h 30                                                          | 125                                                              | 23 avril 2021                                                    | 3 100 000                                                        | NC                                                               | Le retour de Louis                                               |                                                                  | 1er                                                              |
| 25                                                               | 18 h 30                                                          | Moyenne                                                          | Moyenne                                                          | 3 275 000                                                        | NC                                                               | Le retour de Louis                                               |                                                                  | 1er                                                              |
| 26                                                               | 18 h 30                                                          | 126                                                              | 26 avril 2021                                                    | 3 500 000                                                        | NC                                                               | Le retour de Louis                                               |                                                                  | 1er                                                              |
| 26                                                               | 18 h 30                                                          | 127                                                              | 27 avril 2021                                                    | 3 300 000                                                        | NC                                                               | Le retour de Louis                                               |                                                                  | 1er                                                              |
| 26                                                               | 18 h 30                                                          | 128                                                              | 28 avril 2021                                                    | 3 500 000                                                        | NC                                                               | Le retour de Louis                                               |                                                                  | 1er                                                              |
| 26                                                               | 18 h 30                                                          | 129                                                              | 29 avril 2021                                                    | 3 300 000                                                        | NC                                                               | Le retour de Louis                                               |                                                                  | 1er                                                              |
| 26                                                               | 18 h 30                                                          | 130                                                              | 30 avril 2021                                                    | 3 400 000                                                        | NC                                                               | Filiation                                                        |                                                                  | 1er                                                              |
| 26                                                               | 18 h 30                                                          | Moyenne                                                          | Moyenne                                                          | 3 400 000                                                        | NC                                                               | Filiation                                                        |                                                                  | 1er                                                              |
| 27                                                               | 18 h 30                                                          | 131                                                              | 3 mai 2021                                                       | 3 400 000                                                        | NC                                                               | Filiation                                                        |                                                                  | 1er                                                              |
| 27                                                               | 18 h 30                                                          | 132                                                              | 4 mai 2021                                                       | 3 200 000                                                        | NC                                                               | Filiation                                                        |                                                                  | 1er                                                              |
| 27                                                               | 18 h 30                                                          | 133                                                              | 5 mai 2021                                                       | 3 330 000                                                        | 21,4 %                                                           | Filiation                                                        | [ a 38 ]                                                         | 1er                                                              |
| 27                                                               | 18 h 30                                                          | 134                                                              | 6 mai 2021                                                       | NC                                                               | NC                                                               | Filiation                                                        | NC                                                               | 1er                                                              |
| 27                                                               | 18 h 30                                                          | 135                                                              | 7 mai 2021                                                       | 3 000 000                                                        | NC                                                               | Filiation                                                        |                                                                  | 1er                                                              |
| 27                                                               | 18 h 30                                                          | Moyenne                                                          | Moyenne                                                          | 3 232 500                                                        | 21,4 %                                                           | Filiation                                                        |                                                                  | 1er                                                              |
| 28                                                               | 18 h 30                                                          | 136                                                              | 10 mai 2021                                                      | 3 360 000                                                        | 21 %                                                             | Filiation                                                        | [ a 39 ]                                                         | 1er                                                              |
| 28                                                               | 18 h 30                                                          | 137                                                              | 11 mai 2021                                                      | 3 300 000                                                        | NC                                                               | Filiation                                                        |                                                                  | 1er                                                              |
| 28                                                               | 18 h 30                                                          | 138                                                              | 12 mai 2021                                                      | 2 900 000                                                        | NC                                                               | Filiation                                                        |                                                                  | 1er                                                              |
| 28                                                               | 18 h 30                                                          | 139                                                              | 13 mai 2021                                                      | 3 000 000                                                        | NC                                                               | Filiation                                                        |                                                                  | 1er                                                              |
| 28                                                               | 18 h 30                                                          | 140                                                              | 14 mai 2021                                                      | 3 000 000                                                        | NC                                                               | Filiation                                                        |                                                                  | 1er                                                              |
| 28                                                               | 18 h 30                                                          | Moyenne                                                          | Moyenne                                                          | 3 112 000                                                        | 21 %                                                             | Filiation                                                        |                                                                  | 1er                                                              |
| 29                                                               | 18 h 30                                                          | 141                                                              | 17 mai 2021                                                      | 3 400 000                                                        | NC                                                               | Le dernier défi                                                  |                                                                  | 1er                                                              |
| 29                                                               | 18 h 30                                                          | 142                                                              | 18 mai 2021                                                      | 3 200 000                                                        | NC                                                               | Le dernier défi                                                  |                                                                  | 1er                                                              |
| 29                                                               | 18 h 30                                                          | 143                                                              | 19 mai 2021                                                      | 2 900 000                                                        | NC                                                               | Le dernier défi                                                  |                                                                  | 1er                                                              |
| 29                                                               | 18 h 30                                                          | 144                                                              | 20 mai 2021                                                      | 3 100 000                                                        | NC                                                               | Le dernier défi                                                  |                                                                  | 1er                                                              |
| 29                                                               | 18 h 30                                                          | 145                                                              | 21 mai 2021                                                      | 2 900 000                                                        | NC                                                               | Le dernier défi                                                  |                                                                  | 1er                                                              |
| 29                                                               | 18 h 30                                                          | Moyenne                                                          | Moyenne                                                          | 3 100 000                                                        | NC                                                               | Le dernier défi                                                  |                                                                  | 1er                                                              |
| 30                                                               | 18 h 30                                                          | 146                                                              | 24 mai 2021                                                      | 3 400 000                                                        | 18,6 %                                                           | Le dernier défi                                                  |                                                                  | 1er                                                              |
| 30                                                               | 18 h 30                                                          | 147                                                              | 25 mai 2021                                                      | 2 870 000                                                        | 19,6 %                                                           | Le dernier défi                                                  | [ a 40 ]                                                         | 1er                                                              |
| 30                                                               | 18 h 30                                                          | 148                                                              | 26 mai 2021                                                      | 2 980 000                                                        | 21 %                                                             | Le dernier défi                                                  | [ a 41 ]                                                         | 1er                                                              |
| 30                                                               | 18 h 30                                                          | 149                                                              | 27 mai 2021                                                      | 3 060 000                                                        | 22,9 %                                                           | Le dernier défi                                                  | [ a 42 ]                                                         | 1er                                                              |
| 30                                                               | 18 h 30                                                          | 150                                                              | 28 mai 2021                                                      | 2 800 000                                                        | 23,1 %                                                           | Le dernier défi                                                  | [ a 43 ]                                                         | 1er                                                              |
| 30                                                               | 18 h 30                                                          | Moyenne                                                          | Moyenne                                                          | 3 000 000                                                        | 21,3 %                                                           | Le dernier défi                                                  | [ a 43 ]                                                         | 1er                                                              |
| 31                                                               | 18 h 30                                                          | 151                                                              | 31 mai 2021                                                      | 2 970 000                                                        | 21,8 %                                                           | Le dernier défi                                                  | [ a 44 ]                                                         | 1er                                                              |
| 31                                                               | 18 h 30                                                          | 152                                                              | 1er juin 2021                                                    | 2 800 000                                                        | NC                                                               | Le dernier défi                                                  |                                                                  | 1er                                                              |
| 31                                                               | 18 h 30                                                          | 153                                                              | 2 juin 2021                                                      | 3 100 000                                                        | NC                                                               | Les Amants Maudits                                               |                                                                  | 1er                                                              |
| 31                                                               | 18 h 30                                                          | 154                                                              | 3 juin 2021                                                      | 2 900 000                                                        | NC                                                               | Les Amants Maudits                                               |                                                                  | 1er                                                              |
| 31                                                               | 18 h 30                                                          | 155                                                              | 4 juin 2021                                                      | 2 900 000                                                        | NC                                                               | Les Amants Maudits                                               |                                                                  | 1er                                                              |
| 31                                                               | 18 h 30                                                          | Moyenne                                                          | Moyenne                                                          | 2 934 000                                                        | 21,8 %                                                           | Les Amants Maudits                                               |                                                                  | 1er                                                              |
| 32                                                               | 18 h 30                                                          | 156                                                              | 7 juin 2021                                                      | 2 860 000                                                        | 21,8 %                                                           | Les Amants Maudits                                               | [ a 45 ]                                                         | 1er                                                              |
| 32                                                               | 18 h 30                                                          | 157                                                              | 8 juin 2021                                                      | 2 820 000                                                        | 22,2 %                                                           | Les Amants Maudits                                               | [ a 46 ]                                                         | 1er                                                              |
| 32                                                               | 18 h 30                                                          | 158                                                              | 9 juin 2021                                                      | 2 800 000                                                        | NC                                                               | Les Amants Maudits                                               |                                                                  | 1er                                                              |
| 32                                                               | 18 h 30                                                          | 159                                                              | 10 juin 2021                                                     | 2 800 000                                                        | NC                                                               | Les Amants Maudits                                               |                                                                  | 1er                                                              |
| 32                                                               | 18 h 30                                                          | 160                                                              | 11 juin 2021                                                     | 2 500 000                                                        | NC                                                               | Les Amants Maudits                                               |                                                                  | 1er                                                              |
| 32                                                               | 18 h 30                                                          | Moyenne                                                          | Moyenne                                                          | 2 756 000                                                        | 22 %                                                             | Les Amants Maudits                                               |                                                                  | 1er                                                              |
| 33                                                               | 18 h 30                                                          | 161                                                              | 14 juin 2021                                                     | 2 800 000                                                        | NC                                                               | Les Amants Maudits                                               |                                                                  | 1er                                                              |
| 33                                                               | 18 h 30                                                          | 162                                                              | 15 juin 2021                                                     | 2 800 000                                                        | NC                                                               | Les Amants Maudits                                               |                                                                  | 1er                                                              |
| 33                                                               | 18 h 30                                                          | 163                                                              | 16 juin 2021                                                     | 2 900 000                                                        | NC                                                               | Les Amants Maudits                                               |                                                                  | 1er                                                              |
| 33                                                               | 18 h 30                                                          | 164                                                              | 17 juin 2021                                                     | 3 000 000                                                        | NC                                                               | Les Amants Maudits                                               |                                                                  | 1er                                                              |
| 33                                                               | 18 h 30                                                          | 165                                                              | 18 juin 2021                                                     | 2 700 000                                                        | NC                                                               | Les Amants Maudits                                               |                                                                  | 1er                                                              |
| 33                                                               | 18 h 30                                                          | Moyenne                                                          | Moyenne                                                          | 2 756 000                                                        | NC                                                               | Les Amants Maudits                                               |                                                                  | 1er                                                              |
| 34                                                               | 18 h 30                                                          | 166                                                              | 21 juin 2021                                                     | 3 000 000                                                        | NC                                                               | Les Amants Maudits                                               |                                                                  | 1er                                                              |
| 34                                                               | 18 h 30                                                          | 167                                                              | 22 juin 2021                                                     | 3 000 000                                                        | NC                                                               | Les Amants Maudits                                               |                                                                  | 1er                                                              |
| 34                                                               | 18 h 30                                                          | 168                                                              | 23 juin 2021                                                     | 2 900 000                                                        | NC                                                               | Les Amants Maudits                                               |                                                                  | 1er                                                              |
| 34                                                               | 18 h 30                                                          | 169                                                              | 24 juin 2021                                                     | 2 710 000                                                        | 22 %                                                             | Les Amants Maudits                                               | [ a 47 ]                                                         | 1er                                                              |
| 34                                                               | 18 h 30                                                          | 170                                                              | 25 juin 2021                                                     | 2 700 000                                                        | NC                                                               | Les Amants Maudits                                               |                                                                  | 1er                                                              |
| 34                                                               | 18 h 30                                                          | Moyenne                                                          | Moyenne                                                          | 2 862 000                                                        | NC                                                               | Les Amants Maudits                                               |                                                                  | 1er                                                              |
| 35                                                               | 18 h 30                                                          | 171                                                              | 28 juin 2021                                                     | 3 000 000                                                        | NC                                                               | Tricherie                                                        |                                                                  | 1er                                                              |
| 35                                                               | 18 h                                                             | 172                                                              | 30 juin 2021                                                     | 2 670 000                                                        | 24,2 %                                                           | Tricherie                                                        | [ a 48 ]                                                         | 1er                                                              |
| 35                                                               | 18 h                                                             | 173                                                              | 1er juillet 2021                                                 | 2 480 000                                                        | 22,1 %                                                           | Tricherie                                                        | [ a 49 ]                                                         | 1er                                                              |
| 35                                                               | 18 h 30                                                          | 174                                                              | 1er juillet 2021                                                 | 2 480 000                                                        | 22,1 %                                                           | Tricherie                                                        | [ a 49 ]                                                         | 1er                                                              |
| 35                                                               | 18 h 30                                                          | Moyenne                                                          | Moyenne                                                          | 2 716 667                                                        | 23,2 %                                                           | Tricherie                                                        |                                                                  | 1er                                                              |
| 36                                                               | 18 h                                                             | 175                                                              | 5 juillet 2021                                                   | 2 100 000                                                        | NC                                                               | Tricherie                                                        |                                                                  | 1er                                                              |
| 36                                                               | 18 h                                                             | 176                                                              | 6 juillet 2021                                                   | 2 300 000                                                        | NC                                                               | Tricherie                                                        |                                                                  | 1er                                                              |
| 36                                                               | 18 h 30                                                          | 177                                                              | 6 juillet 2021                                                   | 3 130 000                                                        | 23,9 %                                                           | Tricherie                                                        | [ a 50 ]                                                         | 1er                                                              |
| 36                                                               | 18 h 30                                                          | 178                                                              | 7 juillet 2021                                                   | 2 900 000                                                        | NC                                                               | Tricherie                                                        |                                                                  | 1er                                                              |
| 36                                                               | 18 h 30                                                          | 179                                                              | 8 juillet 2021                                                   | 2 900 000                                                        | NC                                                               | Tricherie                                                        |                                                                  | 1er                                                              |
| 36                                                               | 18 h 30                                                          | 180                                                              | 9 juillet 2021                                                   | 2 840 000                                                        | 24,8 %                                                           | Tricherie                                                        | [ a 51 ]                                                         | 1er                                                              |
| 36                                                               | 18 h 30                                                          | Moyenne                                                          | Moyenne                                                          | 2 695 000                                                        | 24,4 %                                                           | Tricherie                                                        |                                                                  | 1er                                                              |
| 37                                                               | 18 h 30                                                          | 181                                                              | 12 juillet 2021                                                  | 3 100 000                                                        | NC                                                               | Tricherie                                                        |                                                                  | 1er                                                              |
| 37                                                               | 18 h 30                                                          | 182                                                              | 13 juillet 2021                                                  | NC                                                               | NC                                                               | Tricherie                                                        |                                                                  | 1er                                                              |
| 37                                                               | 18 h 30                                                          | 183                                                              | 14 juillet 2021                                                  | 3 200 000                                                        | NC                                                               | Tricherie                                                        |                                                                  | 1er                                                              |
| 37                                                               | 18 h 30                                                          | 184                                                              | 15 juillet 2021                                                  | 3 150 000                                                        | 23,3 %                                                           | Tricherie                                                        | [ a 52 ]                                                         | 1er                                                              |
| 37                                                               | 18 h 30                                                          | 185                                                              | 16 juillet 2021                                                  | 3 020 000                                                        | 23,6 %                                                           | Tricherie                                                        |                                                                  | 1er                                                              |
| 37                                                               | 18 h 30                                                          | Moyenne                                                          | Moyenne                                                          | 3 117 500                                                        | 22 %                                                             | Tricherie                                                        |                                                                  | 1er                                                              |
| 38                                                               | 18 h 30                                                          | 186                                                              | 19 juillet 2021                                                  | 3 000 000                                                        | 24,1 %                                                           | Nid de vipère                                                    | [ a 53 ]                                                         | 1er                                                              |
| 38                                                               | 18 h 30                                                          | 187                                                              | 20 juillet 2021                                                  | 3 150 000                                                        | 25,9 %                                                           | Nid de vipère                                                    | [ a 54 ]                                                         | 1er                                                              |
| 38                                                               | 18 h 30                                                          | 188                                                              | 21 juillet 2021                                                  | 2 850 000                                                        | 23,2 %                                                           | Nid de vipère                                                    | [ a 55 ]                                                         | 1er                                                              |
| 38                                                               | 18 h 30                                                          | 189                                                              | 22 juillet 2021                                                  | 2 770 000                                                        | 23,6 %                                                           | Nid de vipère                                                    | [ a 56 ]                                                         | 1er                                                              |
| 38                                                               | 18 h 30                                                          | 190                                                              | 23 juillet 2021                                                  | 3 050 000                                                        | 24,7 %                                                           | Nid de vipère                                                    | [ a 57 ]                                                         | 1er                                                              |
| 38                                                               | 18 h 30                                                          | Moyenne                                                          | Moyenne                                                          | 2 964 000                                                        | 24,3 %                                                           | Nid de vipère                                                    | [ a 58 ]                                                         | 1er                                                              |
| 39                                                               | 18 h 30                                                          | 191                                                              | 26 juillet 2021                                                  | 3 340 000                                                        | 24,2 %                                                           | Nid de vipère                                                    | [ a 59 ]                                                         | 1er                                                              |
| 39                                                               | 18 h 30                                                          | 192                                                              | 27 juillet 2021                                                  | 3 140 000                                                        | 23,8 %                                                           | Nid de vipère                                                    | [ a 60 ]                                                         | 1er                                                              |
| 39                                                               | 18 h 30                                                          | 193                                                              | 28 juillet 2021                                                  |                                                                  |                                                                  | Nid de vipère                                                    |                                                                  | 1er                                                              |
| 39                                                               | 18 h 30                                                          | 194                                                              | 29 juillet 2021                                                  |                                                                  |                                                                  | Nid de vipère                                                    |                                                                  | 1er                                                              |
| 39                                                               | 18 h 30                                                          | 195                                                              | 30 juillet 2021                                                  |                                                                  |                                                                  | Nid de vipère                                                    |                                                                  | 1er                                                              |
| 39                                                               | 18 h 30                                                          | Moyenne                                                          |                                                                  |                                                                  |                                                                  | Nid de vipère                                                    |                                                                  | 1er                                                              |

- Meilleur score de la semaine
- Meilleure PDA de la semaine

## Produits dérivés
Une bande originale de la série nommée Ici tout commence - Première année est disponible le 15 février 2021 sur toutes les plateformes audios. Elle se compose de musiques thématiques utilisés dans l'univers de la série. Les titres sont composés par Emilie Gassin, Matthieu Gonet et Ben Violet et sont interprétés par des anciens candidats de l'émission The Voice dont Al.Hy, Igit , Maximilien Philippe et Valérie Delgado.

### Audiences
1. 1 2  Benjamin Meffre, « Audiences : Record pour "Ici tout commence", "Les plus belles vacances" au plus haut sur TF1 », sur ozap.com (consulté le 21 juillet 2021)
2. 1 2  Christophe Gazzano, « Audiences : Quel score pour le lancement d’Ici tout commence sur TF1 ? », sur ozap.com (consulté le 3 novembre 2020)
3. ↑  Christophe Gazzano, « Audiences : Le feuilleton "Ici tout commence" en hausse ou en baisse pour son deuxième jour de diffusion ? », sur ozap.com (consulté le 4 novembre 2020)
4. ↑  Benoît Mandin, « Ici tout commence : Salomé enceinte, Maxime étincelle l’audience de TF1 », sur toutelatele.com (consulté le 5 novembre 2020)
5. ↑  Benoît Mandin, « Ici tout commence (spoiler) : Noémie (Lucia Passaniti) va-t-elle mourir sur TF1 ? », sur toutelatele.com (consulté le 6 novembre 2020)
6. ↑  Benjamin Meffre, « "Ici tout commence" : Quel bilan pour le nouveau feuilleton de TF1 au bout d'une semaine ? », sur ozap.com (consulté le 7 novembre 2020)
7. ↑  Benoit Mandin, « Ici tout commence (spoiler) : Maxime face à la mort, Louis dévisage Salomé sur TF1 », sur toutelatele.com (consulté le 10 novembre 2020)
8. ↑  Benoit Mandin, « Ici tout commence (spoiler) : Salomé enceinte de Maxime, le secret d’Amandine dévoilé sur TF1 », sur toutelatele.com (consulté le 12 novembre 2020)
9. ↑  Christophe Gazzano, « Audiences : Quels scores pour la diffusion exceptionnelle d'"Ici tout commence" sur TF1 ? », sur ozap.com (consulté le 14 novembre 2020)
10. ↑  Benoit Mandin, « Ici tout commence (spoiler) : Maxime face à la mort, Noémie démasquée sur TF1 », sur toutelatele.com (consulté le 17 novembre 2020)
11. ↑  Benoit Mandin, « Ici tout commence (spoiler) : Maxime et Salomé dévisagés, un départ sur TF1 », sur toutelatele.com (consulté le 19 novembre 2020)
12. ↑  Benoit Mandin, « Ici tout commence : avenir menacé pour Clément Rémiens sur TF1 ? », sur toutelatele.com (consulté le 21 novembre 2020)
13. ↑  Benoit Mandin, « Ici tout commence (spoiler) : Maxime piégé, un terrible accident sur TF1 », sur toutelatele.com (consulté le 27 novembre 2020)
14. ↑  Benoit Mandin, « Ici tout commence (spoiler) : réveil choc de Guillaume, que cache Medhi sur TF1 ? », sur toutelatele.com (consulté le 3 décembre 2020)
15. ↑  Benjamin Lopes, « Demain nous appartient / Ici tout commence : Ingrid Chauvin remplacée par Elsa Lunghini sur TF1 ? », sur nouveautes-tele.com (consulté le 9 décembre 2020)
16. ↑  Benjamin Lopes, « Ici tout commence supprimé sur TF1, la rupture de Salomé et Maxime repoussée ? », sur toutelatele.com (consulté le 10 décembre 2020)
17. ↑  Benoit Mandin, « Ici tout commence (spoiler) : le secret d’Auguste dévoilé, Clotilde éloigne Rose sur TF1 », sur toutelatele.com (consulté le 22 décembre 2020)
18. ↑  Benoit Mandin, « Ici tout commence (spoiler) : un double départ, Louis passe à l’acte sur TF1 », sur toutelatele.com (consulté le 24 décembre 2020)
19. ↑  Benoit Mandin, « Ici tout commence (spoiler) : que révèle le testament d’Auguste Armand sur TF1 ? » (consulté le 25 décembre 2020)
20. ↑  Benoit Mandin, « Ici tout commence (spoiler) : Louis est le fils d’Auguste, Claire évince Clotilde sur TF1 », sur toutelatele.com (consulté le 28 décembre 2020)
21. ↑  Benoit Mandin, « Ici tout commence (spoiler) : Teyssier dévisage Louis, un double abandon sur TF1 », sur toutelatele.com (consulté le 29 décembre 2020)
22. ↑  Benoit Mandin, « Ici tout commence (spoiler) : une terrible disparition, Teyssier chasse Noémie de TF1 », sur toutelatele.com (consulté le 31 décembre 2020)
23. ↑  Benoit Mandin, « Ici tout commence (spoiler) : le bébé de Salomé menacé, Maxime piégé sur TF1 », sur toutelatele.com (consulté le 5 janvier 2021)
24. ↑  Benoit Mandin, « Ici tout commence (spoiler) : Salomé perd son bébé, Louis évince Maxime sur TF1 », sur toutelatele.com (consulté le 6 janvier 2021)
25. ↑  Benoit Mandin, « Ici tout commence déprogrammé, Elsa Lunghini déjà à l’arrêt sur TF1 », sur toutelatele.com (consulté le 7 janvier 2021)
26. ↑  Benoit Mandin, « Explosion dans Ici tout commence (spoiler) : de nombreuses victimes sur TF1 », sur toutelatele.com (consulté le 18 janvier 2021)
27. ↑  Benoit Mandin, « Clément Rémiens (Ici tout commence) : « Louis avait promis à Maxime de se venger », le véritable coupable démasqué sur TF1 », sur toutelatele.com (consulté le 19 janvier 2021)
28. ↑  Kevin Lheritier, « Ici tout commence : Maxime accablé, Salomé prête à lui changer la vie sur TF1 ? », sur toutelatele.com (consulté le 23 janvier 2021)
29. ↑  Benjamin Meffre, « Audiences access 19h : "DNA" faible, nouveau record pour "La meilleure boulangerie", "Le 19/20" et "C à vous" en forme », sur toutelatele.com (consulté le 29 janvier 2021)
30. ↑  Benoit Mandin, « Ici tout commence (spoiler) : qui est Paul, le coupable de l’explosion sur TF1 ? », sur toutelatele.com (consulté le 3 février 2021)
31. 1 2  Joshua Daguenet, « Ici tout commence déprogrammé, Frédéric Diefenthal déjà à l’arrêt sur TF1 », sur toutelatele.com (consulté le 4 février 2021)
32. ↑  Kevin Lheritier, « Ici tout commence : Antoine éloigné de Rose, Greg fantasme sur Eliott, TF1 jubile », sur toutelatele.com (consulté le 27 février 2021)
33. ↑  Benoit Mandin, « Ici tout commence : TF1 chamboule tout, Louis (Fabian Wolfrom) de retour », sur toutelatele.com (consulté le 6 mars 2021)
34. ↑  Benoit Mandin, « Ici tout commence (spoiler) : Hugues / Maxime, quel final pour Hortense sur TF1 ? », sur toutelatele.com (consulté le 11 mars 2021)
35. ↑  Benoit Mandin, « Ici tout commence (spoiler) : comment le destin de Charlène (Pola Petrenko) va basculer sur TF1 ? », sur toutelatele.com (consulté le 12 mars 2021)
36. ↑  Benoit Mandin, « Ici tout commence (spoiler) : le secret d’Hugues dévoilé, Hortense scelle son destin sur TF1 », sur toutelatele.com (consulté le 18 mars 2021)
37. ↑  Benoit Mandin, « Benjamin Baroche (Ici tout commence, TF1) : « Le passé de Teyssier va ressurgir » », sur toutelatele.com (consulté le 15 avril 2021)
38. ↑  Benoit Mandin, « Ici tout commence (spoiler) : Teyssier veut tuer Maxime, Constance s’écroule sur TF1 », sur toutelatele.com (consulté le 6 mai 2021)
39. ↑  Benoit Mandin, « Ici tout commence (spoiler) : la découverte choc de Salomé et Maxime sur TF1 », sur toutelatele.com (consulté le 11 mai 2021)
40. ↑  Benoit Mandin, « Ici tout commence (spoiler) : Anaïs condamnée par Lisandro sur TF1 ? », sur toutelatele.com (consulté le 26 mai 2021)
41. ↑  Benoit Mandin, « Ici tout commence (spoiler) : comment TF1 va chambouler Vincent et Célia en juin 2021 », sur toutelatele.com (consulté le 27 mai 2021)
42. ↑  Christophe Gazzano, « Audiences : "Ici tout commence" décroche un record historique sur TF1 », sur ozap.com (consulté le 28 mai 2021)
43. ↑  Benoit Mandin, « Ici tout commence (spoiler) : Marianne Delcourt va-t-elle sauver Medhi sur TF1 ? », sur toutelatele.com (consulté le 31 mai 2021)
44. ↑  Benoit Mandin, « Ici tout commence (spoiler) : une terrible vengeance contre Anaïs en juin 2021 sur TF1 », sur toutelatele.com (consulté le 1er juin 2021)
45. ↑  Benoit Mandin, « Demain nous appartient / Ici tout commence : pourquoi Clément Rémiens attaque Ingrid Chauvin sur TF1 », sur toutelatele.com (consulté le 8 juin 2021)
46. ↑  Benoit Mandin, « Ici tout commence : la mort inévitable de Mehdi sur TF1 ? Ce drame vécu par Marvin Pellegrino », sur toutelatele.com (consulté le 9 juin 2021)
47. ↑  Benjamin Lopes, « Ici tout commence : Clément Rémiens (Maxime) supprimé sur TF1, Ingrid Chauvin (Chloé) évincée », sur toutelatele.com (consulté le 25 juin 2021)
48. ↑  Florian Guadalupe, « Audiences : "Ici tout commence" signe un record sur TF1 », sur ozap.com (consulté le 1er juillet 2021)
49. ↑  Valentin Delepaul, « Ici tout commence / Demain nous appartient : Clément Remiens sacrifié, Ingrid Chauvin éloignée sur TF1 », sur toutelatele.com (consulté le 2 juillet 2021)
50. ↑  Benjamin Meffre, « Audiences access 19h : Record pour "Demain nous appartient", l'ouverture du festival de Cannes en forme sur Canal+ », sur ozap.com (consulté le 7 juillet 2021)
51. ↑  Benjamin Meffre, « Audiences : Nouveau record historique pour "Ici tout commence", le feuilleton de Clément Remiens sur TF1 », sur ozap.com (consulté le 10 juillet 2021)
52. ↑  Benoit Mandin, « Ici tout commence (spoiler) : Salomé chez François, Sylvie scelle sur TF1 », sur toutelatele.com (consulté le 16 juillet 2021)
53. ↑  Benoit Mandin, « N’oubliez pas les paroles : la maestro Pauline éliminée ce mardi 20 juillet 2021 sur France 2 ? », sur toutelatele.com (consulté le 20 juillet 2021)
54. ↑  Florian Guadalupe, « Audiences : Record pour "Ici tout commence", "Les plus belles vacances" au plus haut sur TF1 », sur toutelatele.com (consulté le 21 juillet 2021)
55. ↑  Benoit Mandin, « N’oubliez pas les paroles : Nagui arrêté, un changement historique sur France 2 ? », sur toutelatele.com (consulté le 22 juillet 2021)
56. ↑  Benoit Mandin, « Ici tout commence (spoiler) : Maxime évincé après l’accident avec Kelly sur TF1 », sur toutelatele.com (consulté le 23 juillet 2021)
57. ↑  Jérôme Roulet, « Audiences TV Access (vendredi 23 juillet 2021) : Ici tout commence et Demain nous appartient montent en puissance face aux best of de N’oubliez pas les paroles », sur toutelatele.com (consulté le 24 juillet 2021)
58. ↑  Jérôme Roulet, « Ici tout commence / Demain nous appartient : des comédiens quittent les séries de TF1 », sur toutelatele.com (consulté le 26 juillet 2021)
59. ↑  Benoit Mandin, « Ici tout commence (spoiler) : qui est le père de Salomé sur TF1 ? », sur toutelatele.com (consulté le 27 juillet 2021)
60. ↑  Benoit Mandin, « Ici tout commence (spoiler) : Pierre s’en va, Maxime explose sur TF1 », sur toutelatele.com (consulté le 28 juillet 2021)